# جون جورج ماكاي
جون جورج ماكاي هو سياسي كندي، ولد في 6 نوفمبر 1893 في Albany, Prince Edward Island ‏ في كندا، وتوفي في 21 أكتوبر 1974 في شارلوت تاون في كندا. نشط حزبياً في الحزب الليبرالي في جزيرة الأمير إدوارد ‏.